# موش‌های چمنی
موش‌های چمنی یا آکادون (نام علمی: Akodon) نام یک سرده از زیرخانواده سینی‌دندانیان است.